# Bécassine de la puna
Gallinago andina
Espèce
Statut de conservation UICN

 LC  : Préoccupation mineure
La Bécassine de la puna (Gallinago andina) est une espèce d’oiseaux appartenant à la famille des Scolopacidae.

## Sous-espèces
D'après la classification de référence (version 14.1, 2024) de l'Union internationale des ornithologues, la Bécassine de la puna possède 2 sous-espèces (ordre philogénique) :
- Gallinago andina andina Taczanowski, 1875 ;
- Gallinago andina innotata (Hellmayr, 1932).